# 燕尾稀棘䲁
燕尾稀棘䲁（學名：Meiacanthus bundoon），為輻鰭魚綱鳚形目䲁科稀棘䲁屬的一種，分布於太平洋斐濟及東加海域，深度5至21公尺，本魚體延長，稍側扁，頭頂無冠膜，無鬚，下頜兩側有犬齒具有毒腺，成魚有月狀尾鰭，鰭葉細長，體色為深橄欖色，身體兩側有楔形橙黃色條紋，臉頰和鰓蓋為綠色，尾鰭基部和鰭葉黑色，中後部透明白色，帶有暗色射線，背鰭硬棘4-5枚、背鰭軟條26-27枚、臀鰭硬棘2枚、臀鰭軟條16-17枚，體長可達9.5公分，棲息在沿岸淺水域，雌魚產附著性卵，雄魚有護卵行為，生活習性不明，可做為觀賞魚。